# Liste der Museen im Landkreis Rhön-Grabfeld
Die Liste der Museen im Landkreis Rhön-Grabfeld  gibt einen Überblick über aktuelle und ehemalige Museen im Landkreis Rhön-Grabfeld in Bayern.

## Aktuelle Museen
| Gemeinde                    | Name                                               | Kurzbeschreibung | gegründet/ eröffnet | Träger              | Standort                    | Bild           | Link |
| --------------------------- | -------------------------------------------------- | --- | ------------------- | ------------------- | --------------------------- | -------------- | ---- |
| Bad Königshofen im Grabfeld | Archäologisches Museum Bad Königshofen im Grabfeld | Das Zweigmuseum der der Archäologischen Staatssammlung zeigt archäologische Funde, die hauptsächlich aus dem nordöstlichen Unterfranken stammen, speziell aus der Kulturlandschaft Grabfeld. | 1988                |                     | Ehemalige Schranne          | weitere Bilder |      |
| Bad Königshofen im Grabfeld | Dorfmuseum Ipthausen                               | Das Museum im ehemaligen Milchhäuschen zeigen Gerätschaften und Bilder aus dem dörflichen Leben von Ipthausen um 1900. |                     |                     | Ipthausen                   |                |      |
| Bad Königshofen im Grabfeld | Museum für Grenzgänger                             | Das Museum dokumentiert das Leben an und mit der bayerisch-thüringischen Grenze, aufgeteilt in die Zeit vor 1945 mit engen nachbarschaftlichen Beziehungen und einem gemeinsamen Dialekt- und Wirtschaftsraum, und die Zeit von 1945 bis 1989, als Grenzübertritte über die innerdeutsche Grenze oft lebensgefährlich waren.                                             | 2006                |                     | Ehemalige Schranne          | weitere Bilder |      |
| Bad Königshofen im Grabfeld | Turmmuseum                                         | Das Museum im Kirchturm der Stadtpfarrkirche Mariä Himmelfahrt dokumentiert mit Bildern und Texten die Sanierung des Kirchturms, zeigt die Turmkugeln von Bad Königshofen und Irmelshausen, das mehr als 100 Jahre alte Turmuhrenwerk und erläutert die einzelnen Glocken des Kirchturms sowie die Geschichte der Stadt Bad Königshofen.                                 |                     |                     | Stadtpfarrkirche            | weitere Bilder |      |
| Bad Neustadt an der Saale   | Wagstädter Heimatstuben                            | Das im 1578 erbauten Hohntor untergebrachte Museum zeigt schriftliche, künstlerische und volkskundliche Zeugnisse der aus Wagstadt geflüchteten und vertriebenen Sudetendeutschen, für die Bad Neustadt 1958 eine Patenschaft übernahm. |                     |                     | Hohntor                     | weitere Bilder |      |
| Bischofsheim in der Rhön    | Bruder-Franz-Haus Kreuzberg                        | Im Bruder-Franz-Haus befindet sich eine Dauerausstellung über das Leben des heiligen Franziskus, den franziskanischen Orden und die Geschichte des Kreuzberges | 2008                |                     | Bruder-Franz-Haus Kreuzberg |                |      |
| Fladungen                   | Fränkisches Freilandmuseum Fladungen               | Das Museum zeigt über 20 wiedererrichtete landwirtschaftliche Anwesen und dörfliche Gemeindebauten eingebettet in eine historische Kulturlandschaft aus verschiedenen Themengärten, Streuobstwiesen, Äckern und Weiden, auf denen alte Haustierrassen gehalten werden.                                                                                                   | 1990                |                     | Aumühlweg                   | weitere Bilder |      |
| Fladungen                   | Rhönmuseum                                         | Das Museum zeigte in seiner kulturhistorische Abteilung eine umfangreiche volkskundliche Sammlung, Gemälde, Grafik, Fotografie, Kleinschnitzereien, Möbel, Keramik, Religiosita sowie Fastnachtsmasken und in seiner naturkundlichen Abteilung geologische Funde, Tier- und Pflanzenpräparate, darunter ein Rhöner-Herbarium.                                            | 1921                |                     | Ehemaliges Amtshaus         | weitere Bilder |      |
| Großeibstadt                | Schmiedstor                                        | Das Museum in dem 1631 erbauten Torhaus der Dorfbefestigung, das als Wohnung und Arbeitsstätte des Dorfschmieds diente, zeigt die erhaltene Originalwerkstatt mit historischer Ausstattung sowie archäologische Fundstücke aus den Gräberfeldern bei Großeibstadt und gibt Erläuterungen zur Dorfgeschichte.                                                             |                     |                     | Hauptstraße                 | weitere Bilder |      |
| Hendungen                   | Deutsch-deutsches Freilandmuseum                   | Der bayerische Teil des grenzüberschreitenden Museums in Rappershausen umfasst einen Grenzaussichtsturm und eine Grenzinformationsstelle im ehemaligen Rathaus sowie einen Grenzinformationspunkt an der Landesgrenze. | 2003                |                     | Rappershausen               | weitere Bilder |      |
| Mellrichstadt               | Dokumentationszentrum Hainbergkaserne              | Das Museum im ehemaligen Stabsgebäude mit original erhaltener Ausstattung und Atombunker dokumentiert die Geschichte der Hainbergkaserne, in der 44 Jahre lang das Panzergrenadierbataillon 352 untergebracht war, sowie die Themen Wehrpflicht, innerdeutsche Grenze und Garnisonsgeschichte.                                                                           |                     |                     | ehemaliges Stabsgebäude     |                |      |
| Mellrichstadt               | Heimatmuseum Salzhaus                              | Das Museum zeigt Objekte zum ortsansässigen Handwerk und zur ländlichen Wohnkultur, überwiegend aus dem 19. und 20. Jahrhundert. | 1983                | Stadt Mellrichstadt | Fronhof                     | weitere Bilder |      |
| Mellrichstadt               | Museum Schloss Wolzogen                            | Das Museum zeigt eine Sammlung von Thüringer Porzellan von den Anfängen bis heute sowie Fotografien aus dem Nachlass des örtlichen Fotografen Anton Tretter (1866–1939), die das Leben der einfachen Leute zur Zeit der Jahrhundertwende und des 1. Weltkriegs zeigen, und dokumentiert die Teilung Deutschlands und Mellrichstadts Lage nahe der innerdeutschen Grenze. | 2000                |                     | Schloss Wolzogen            | weitere Bilder |      |
| Ostheim vor der Rhön        | Kirchenburgenmuseum                                | Das Museum im Steingaden der Kirchenburg Ostheim zeigt Ausgrabungsfunde und informiert über die Ostheimer Kirchenburg, aber auch allgemein über die Kirchenburgen Südthüringens und Unterfrankens. | 2008                |                     | Kirchenburg Ostheim         | weitere Bilder |      |
| Ostheim vor der Rhön        | Orgelbaumuseum Schloss Hanstein                    | Das Museum zeigt Nachbauten mittelalterlicher Instrumente und zahlreiche originale Orgeln vom Barock bis zur Moderne und vermittelt mit Hörstationen den entsprechenden Klang. Bei „klingenden Museumsführungen“, werden die Orgeln live gespielt. | 1993                |                     | Schloss Hanstein            | weitere Bilder |      |

## Ehemalige Museen
| Gemeinde                    | Name                         | Kurzbeschreibung | gegründet/ eröffnet | geschlossen/ aufgelöst | Träger                  | Standort                | Bild           | Link |
| --------------------------- | ---------------------------- | --- | ------------------- | ---------------------- | ----------------------- | ----------------------- | -------------- | ---- |
| Bad Königshofen im Grabfeld | Dorfmuseum im Radlerheim     | Das Museum im Verheinshaus des lokalen Radlervereins dokumentierte die Geschichte des Fahrrads von den Anfängen des Laufrades bis zu den modernen Rädern sowie die Geschichte der Fahrrad- und Nähmaschinenhändler im Grabfeld und die Vereinsgeschichte. |                     |                        |                         | Untereßfeld             |                |      |
| Mellrichstadt               | Kreisgalerie Mellrichstadt   | Das Museum zeigte eine Gemälde- und Skulpturensammlung von Barock bis zur Kunst der Gegenwart mit Schwerpunkt auf Künstlern aus dem Bereich der Rhön. Aufgrund eines Brandes bis auf Weiteres geschlossen | 1993                | 2023                   | Landkreis Rhön-Grabfeld | Ehemaliges Spital       | weitere Bilder |      |
| Oberelsbach                 | Deutsches Tabakpfeifenmuseum | Das Museum in dem Geburtshaus des Barockkomponisten Valentin Rathgeber (1682–1750) gab einen Überblick über die Geschichte des Pfeiferauchens in Deutschland von der hiesigen Tabakherstellung über Moden des Konsums bis zu Kunst und Werbung und zeigte zahlreiche historische Pfeifen, darunter Studentenpfeifen, Handwerkerpfeifen, Soldatenpfeifen. Pfeifen aus Ton, Holz, Meerschaum und andere. Ein Raum informierte über Leben und Werk Rathgebers. | 1996                |                        |                         | Valentin-Rathgeber-Haus | weitere Bilder |      |
| Ostheim vor der Rhön        | Naturkundemuseum Ostheim     | Das im ehemaligen Schulgebäude der Kirchenburg Ostheim untergebrachte Museum zeigte eine Sammlung von Säugetieren, Vögeln, Fossilien, Pilzen, Fischen sowie ein Herbarium |                     | 2006                   |                         | Kirchenburg Ostheim     |                |      |